# GFF Elite League
La GFF Elite League, llamada Stag Elite League por razones de patrocinio, es la liga de fútbol profesional a nivel de clubes más importante de Guyana, creada en el año 2015 y que es organizada por la Federación de Fútbol de Guyana y que reemplaza a la GFF Superliga.

## Historia
La liga fue creada en el año 2015 para tomar el lugar de la GFF Superliga que se jugó por última vez en la temporada 2014/15 y que para su temporada inaugural en 2015/16 contó con la participación de 8 clubes con licencia de la FIFA.
En 2020 el campeonato fue cancelado por la pandemia de COVID-19 en Guyana; las ediciones de 2021 y 2022 tampoco fueron disputadas por restricciones sanitarias y problemas económicos. En 2023 regresó el campeonato con un total de 10 equipos, financiados por la Federación de Fútbol de Guyana con 500.000 dólares guyaneses para cada uno.

## Equipos 2025
| Equipo               | Ciudad      |
| -------------------- | ----------- |
| Ann's Grove United   | Georgetown  |
| Den Amstel FC        | Den Amstel  |
| Fruta Conquerors     | Georgetown  |
| Guyana Defence Force | Georgetown  |
| Guyana Police Force  | Georgetown  |
| Mainstay Goldstar    |             |
| Monedderlust FC      |             |
| Santos Georgetown    | Georgetown  |
| Slingerz FC          | Vergenoegen |
| Western Tigers FC    | Georgetown  |

Fuente:

## Temporadas
| Año     | Campeón              | Subcampeón           |              |
| ------- | -------------------- | -------------------- | ------------ |
| 2015-16 | Slingerz FC          | Alpha United         |              |
| 2016-17 | GDF FC               | Fruta Conquerors FC  |              |
| 2017-18 | Fruta Conquerors FC  | Guyana Defence Force |              |
| 2019    | Fruta Conquerors FC  | Western Tigers FC    |              |
| 2020    | No disputado         | No disputado         | No disputado |
| 2021    | No disputado         | No disputado         | No disputado |
| 2022    | No disputado         | No disputado         | No disputado |
| 2023    | Guyana Defence Force | Western Tigers FC    |              |
| 2024    | Guyana Defence Force | Slingerz FC          |              |
| 2025    |                      |                      |              |

## Títulos
| Equipo               | Títulos | Subcampeón | Años campeón        | Años subcampeón |
| Guyana Defence Force | 3       | 1          | 2016-17, 2023, 2024 | 2017-18         |
| Fruta Conquerors FC  | 2       | 1          | 2017-18, 2019       | 2016-17         |
| Slingerz FC          | 1       | 1          | 2015-16             | 2024            |
| Alpha United FC      | -       | 1          | -                   | 2015-16         |
| Western Tigers FC    | -       | 2          | -                   | 2019 y 2023     |

## Clasificación histórica
Actualizado el 8 de junio de 2019. En negrita los que participan la temporada 2025.
| Pos. | Equipo                | Temporadas | PJ | PG | PE | PP | GF  | GC  | DG   | Pts. |
| ---- | --------------------- | ---------- | -- | -- | -- | -- | --- | --- | ---- | ---- |
| 1    | Guyana Defence Force  | 6          | 92 | 58 | 14 | 20 | 241 | 94  | +147 | 190  |
| 2    | Fruta Conquerors FC   | 6          | 92 | 55 | 11 | 23 | 200 | 120 | +80  | 173  |
| 3    | Slingerz FC           | 2          | 46 | 36 | 9  | 1  | 148 | 27  | +121 | 114  |
| 4    | Western Tigers FC     | 4          | 54 | 33 | 9  | 12 | 141 | 68  | +72  | 108  |
| 5    | Den Amstel FC         | 4          | 54 | 26 | 10 | 18 | 101 | 85  | +16  | 88   |
| 6    | Buxton United FC      | 6          | 92 | 20 | 15 | 57 | 81  | 204 | -123 | 77   |
| 7    | Guyana Police Force   | 3          | 36 | 22 | 3  | 11 | 98  | 40  | +58  | 69   |
| 8    | Santos Georgetown FC  | 3          | 36 | 19 | 2  | 15 | 84  | 48  | +36  | 59   |
| 9    | Alpha United FC       | 1          | 28 | 16 | 8  | 4  | 57  | 23  | +34  | 56   |
| 10   | Victoria Kings FC     | 4          | 46 | 14 | 7  | 25 | 56  | 107 | -51  | 46   |
| 11   | Pele FC               | 1          | 28 | 13 | 5  | 10 | 43  | 35  | +8   | 44   |
| 12   | Ann's Grove United FC | 4          | 54 | 10 | 9  | 35 | 51  | 154 | -103 | 39   |
| 13   | Monedderlust FC       | 2          | 56 | 9  | 8  | 39 | 49  | 146 | -97  | 35   |
| 14   | Milerock FC           | 3          | 36 | 6  | 8  | 22 | 31  | 85  | -54  | 23   |
| 15   | Georgetown FC         | 1          | 28 | 4  | 5  | 19 | 22  | 65  | -43  | 17   |
| 16   | New Amsterdam United  | 1          | 18 | 2  | 4  | 12 | 8   | 38  | -30  | 10   |
| 17   | Cougars FC            | 1          | 18 | 2  | 1  | 15 | 10  | 62  | -52  | 7    |
| 18   | Bakewell Topp XX FC   | 1          | 10 | 1  | 2  | 7  | 10  | 29  | -19  | 5    |
| 19   | Mainstay Goldstar FC  | 0          | 0  | 0  | 0  | 0  | 0   | 0   | 0    | 0    |